# Epifaniakyrkan, Asjmjany
Epifaniakyrkan (belarusiska: Богаяўленская царква; translitteration: Bogajawlenskaja tsarkva) var en belarusisk-ortodox träkyrkobyggnad som låg i staden Asjmjany, i distriktet Asjmjanski Rajon i Hrodna voblast, i nordvästra Belarus.
Kyrkan var helgad åt högtiden Epifania och tillhörde Lida stift i den Belarusisk-ortodoxa kyrkan.

## Historik
Epifaniakyrkan i Asjmjany byggdes 1840. Den slutade att existera vid slutet av 1800-talet. Dock uppgav ett tyskt vykort att dess existens upphörde någon gång under det första världskriget.
Mellan 1840 och 1883 var kyrkan församlingskyrka.

## Kyrkan
Kyrkans arkitekt var Pjotr Petrovich Visconti (se ritningar nedan).

## Bilder

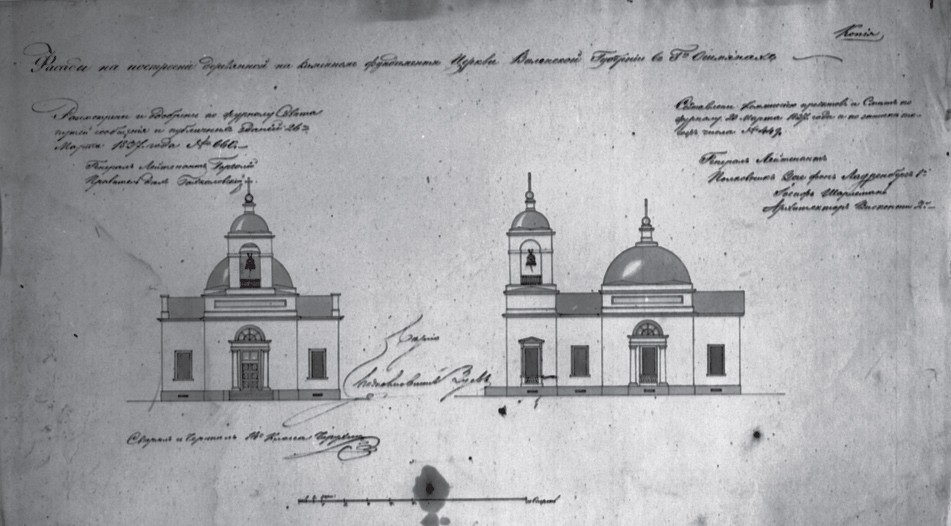
Ritning av kyrkan från år 1833.
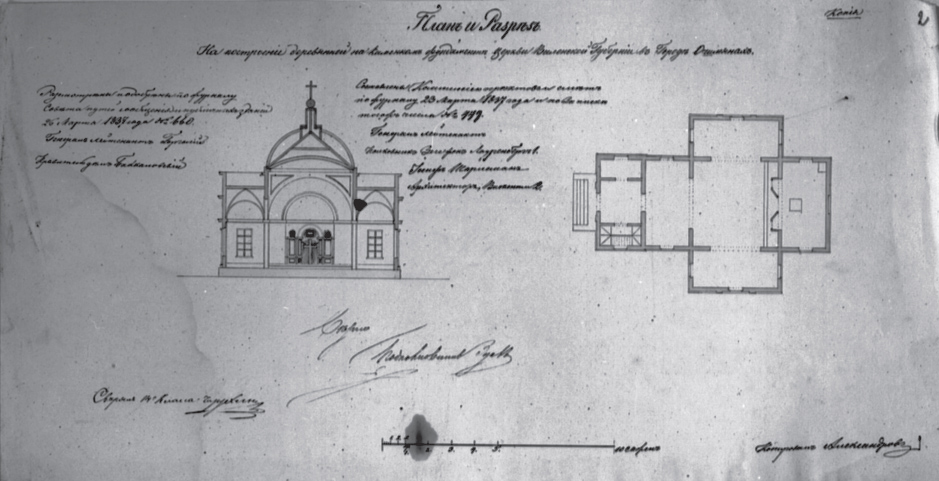
Ritning.
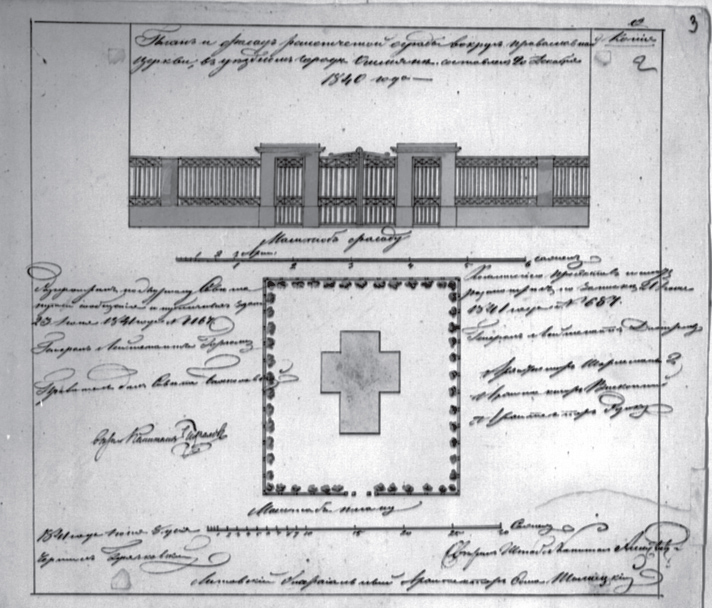
Ritning.